# Natus Vincere
Natus Vincere (do latim "nascido para vencer"), abreviado como NAVI (anteriormente Na`Vi), é uma organização de esportes eletrônicos sediada em Kiev, Ucrânia. Fundada em 2009, a organização conta com equipes e jogadores competindo em diversos jogos, como Counter-Strike: Global Offensive, Dota 2, Rainbow Six: Siege, Apex Legends, PlayerUnknown's Battlegrounds, Brawl Stars, Valorant e Halo.
A equipe de Counter-Strike da NAVI foi a primeira na história a vencer três torneios importantes – Intel Extreme Masters, Electronic Sports World Cup e World Cyber Games 2010 – em um ano. Seu time de Dota 2 venceu o primeiro The International, tornando-se a organização de esportes eletrônicos de maior sucesso na época.
Em 1 de março de 2022, após a invasão russa da Ucrânia, a Natus Vincere cortou os laços com sua holding, o conglomerado russo de esports ESForce, dizendo que a empresa "nega publicamente o horror que está acontecendo agora na Ucrânia". Eles também declararam que "não iriam trabalhar com pessoas que vivem na Rússia e que pagam impostos à Federação Russa".

## História

### Fundação e origem do nome
No final de 2009, com o aumento da popularidade dos torneios de videojogos, um patrono de esportes eletrônicos cazaquistanês, Murat "Arbalet" Zhumashevich, anunciou que iria reunir os melhores jogadores da Ucrânia de Counter-Strike e apoiá-los financeiramente durante um torneio da Intel Extreme Masters em Dubai.
A organização foi fundada sob o nome Arbalet UA. No entanto, os jogadores jogavam sob a abreviatura Na`Vi, baseada na língua fictícia Na'vi falada no filme Avatar. No início de 2010, a organização realizou um concurso para os fãs ajudarem a dar um novo nome à equipe. Embora inicialmente não tivesse sucesso, um usuário sugeriu o nome de Natus Vincere (do latim "nascido para vencer"), na qual pouco depois encontrou apoio de grande parte dos fãs e permitiu que a organização mantivesse a abreviatura original.

### Contribuição para os esportes eletrônicos ucranianos

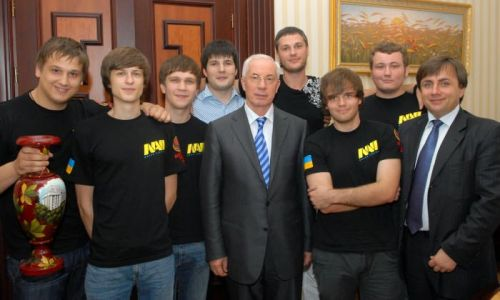
Natus Vincere e o ex-primeiro-ministro da Ucrânia, Mykola Azarov

Em julho de 2010, o primeiro-ministro da Ucrânia, Mykola Azarov, se encontrou com a equipe no prédio do gabinete de ministros em Kiev. Durante a reunião foram discutidas questões relativas ao desenvolvimento da indústria de TI na Ucrânia. O primeiro-ministro prometeu realizar uma competição internacional de esportes eletrônicos na Ucrânia em 2011. Os jogadores ucranianos foram inscritos na chamada "Reserva de Ouro", contando com o apoio do governo.

## Divisões atuais

### Counter-Strike

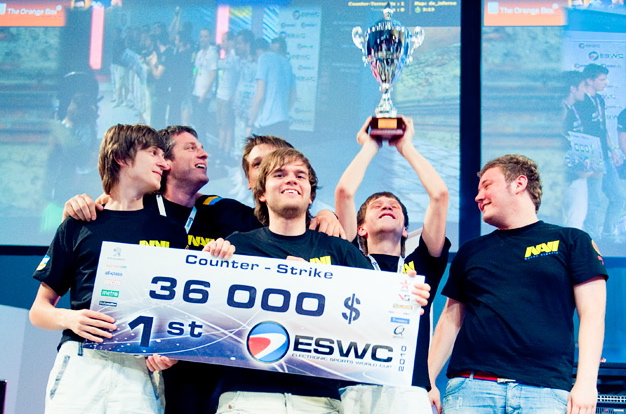
Natus Vincere vencendo a ESWC de 2010

Foi com a formação de Counter-Strike que a história de Natus Vincere começou. A primeira formação incluiu Sergei "starix" Ishchuk, Daniil "Zeus" Teslenko, John "Edward" Sukharev, Yegor "markeloff" Markelov e Arseny "ceh9" Trinozhenko. O ano de 2010 se tornou triunfante para Natus Vincere, a equipe primeiro vence a equipe sueca da Fnatic na grande final da quarta temporada do Intel Extreme Masters, depois, foi a primeira das equipes da CEI a se tornar a campeã mundial na ESWC e, em seguida, adiciona à lista de conquistas a World Cyber Games, tornando-se a primeira equipe do mundo a ganhar os três títulos dos campeonatos mais prestigiados da época. No final do ano, Natus Vincere vence o torneio DreamHack Winter 2010 e estabelece outro recorde, ganhando mais de US$ 215 mil em um ano, superando a conquista anterior da Fnatic (US$ 189 mil em 2009). Em 5 de março de 2011 em Hanôver, Natus Vincere defendeu o título mundial do Intel Extreme Masters e recebeu US$ 35.000.

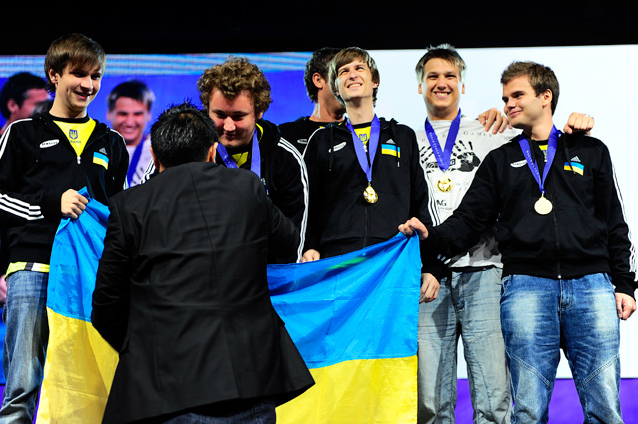
Natus Vincere vencendo a World Cyber Games de 2010

No final de 2012, todos os jogadores mudaram para o novo jogo — Counter-Strike: Global Offensive(CS:GO). Em abril de 2015, Natus Vincere finalmente alcançou sua primeira vitória importante em um torneio internacional de CS:GO, tornando-se o vencedor da primeira temporada da ESL Pro League. Em 1 de novembro de 2015, a Na`Vi chegou à final do torneio Major da DreamHack Open Cluj-Napoca 2015 pela primeira vez em toda a existência da sua divisão de CS:GO. Em abril de 2016, a Natus Vincere participou do Major da MLG Columbus 2016, onde perdeu na partida final para a equipe brasileira da Luminosity Gaming. Em 23 de setembro de 2018, Natus Vincere ficou em segundo lugar no FACEIT Major: London 2018, perdendo para a Astralis.
Atualmente, a Natus Vincere é uma das maiores equipes no cenário competitivo mundial de CS:GO. Os membros da equipe são regularmente incluídos nas listas dos melhores jogadores do mundo (em particular, Alexander "s1mple" Kostylev se tornou o melhor jogador do mundo de acordo com o portal HLTV em 2018, 2021 e 2022, e em 2019 e 2020 ficou em segundo lugar). Natus Vincere também liderou as melhores equipes, de acordo com a HLTV, várias vezes. Em 2021, a Natus Vincere alcançou um sucesso importante - eles ganharam o Intel Grand Slam, uma competição para equipes de alto nível que ganharam 4 torneios da ESL ou DreamHack, no caso, a equipe venceu o IEM Season XIV Katowice, o IEM Season XVI Cologne, o DreamHack Masters Spring 2021 e a ESL Pro League Season 14. Por vencer a competição, a equipe recebeu barras de ouro no valor de US$ 1 milhão. Em 7 de novembro de 2021, os jogadores de Natus Vincere ganharam seu primeiro Major, o PGL Major Stockholm 2021 (depois de dois anos sem ter tido Majors, devido a pandemia da COVID-19) com uma premiação para eles de US$ 1 milhão. No próximo Major, o PGL Major Antwerp 2022, eles perderam na grande final para a equipe europeia da FaZe Clan. Na primeira edição do Major de Counter-Strike 2, o PGL CS2 Major Copenhagen, a organização se tornou a primeira equipe campeã mundial do novo jogo, superando a equipe europeia da FaZe na grande final.

### Dota
Em outubro de 2010, a criação de uma equipe de Defense of the Ancients (DotA) foi anunciada, incluindo os melhores jogadores ucranianos. Inicialmente o time era composto por Oleksandr "XBOCT" Dashkevych, Artur "Goblak" Kostenko, Bogdan "Axypa" Boychuk, Oleksandr "Deff" Stepaniuc e Andriy "Mag~" Chipenko. No entanto, em dezembro de 2010, esses dois últimos sairam da equipe. As vagas foram preenchidas por Danil "Dendi" Ishutin e Ivan "Artstyle" Antonov. Em 17 de junho de 2011, ocorreu uma mudança no elenco resultando na substituição de Artur "Goblak" Kostenko e Bogdan "Axypa" Boychuk por Clement "Puppey" Ivanov e Dmitriy "LighTofHeaveN" Kupriyanov. Em agosto de 2011, a Na`Vi foi convidada para o primeiro torneio de Dota 2 na Gamescom. O evento chamado The International apresentou dezesseis dos melhores times de todo o mundo oferecendo uma grande quantidade de premio em dinheiro — US$ 1.600.000. A Na`Vi foi a campeã, vencendo a equipe chinesa EHOME por 3–1 na grande final, ganhando o premio de US$ 1.000.000 em dinheiro. Em 2012 e 2013, Natus Vincere continuou a se apresentar com sucesso no The International, ficando em segundo lugar nas duas vezes.

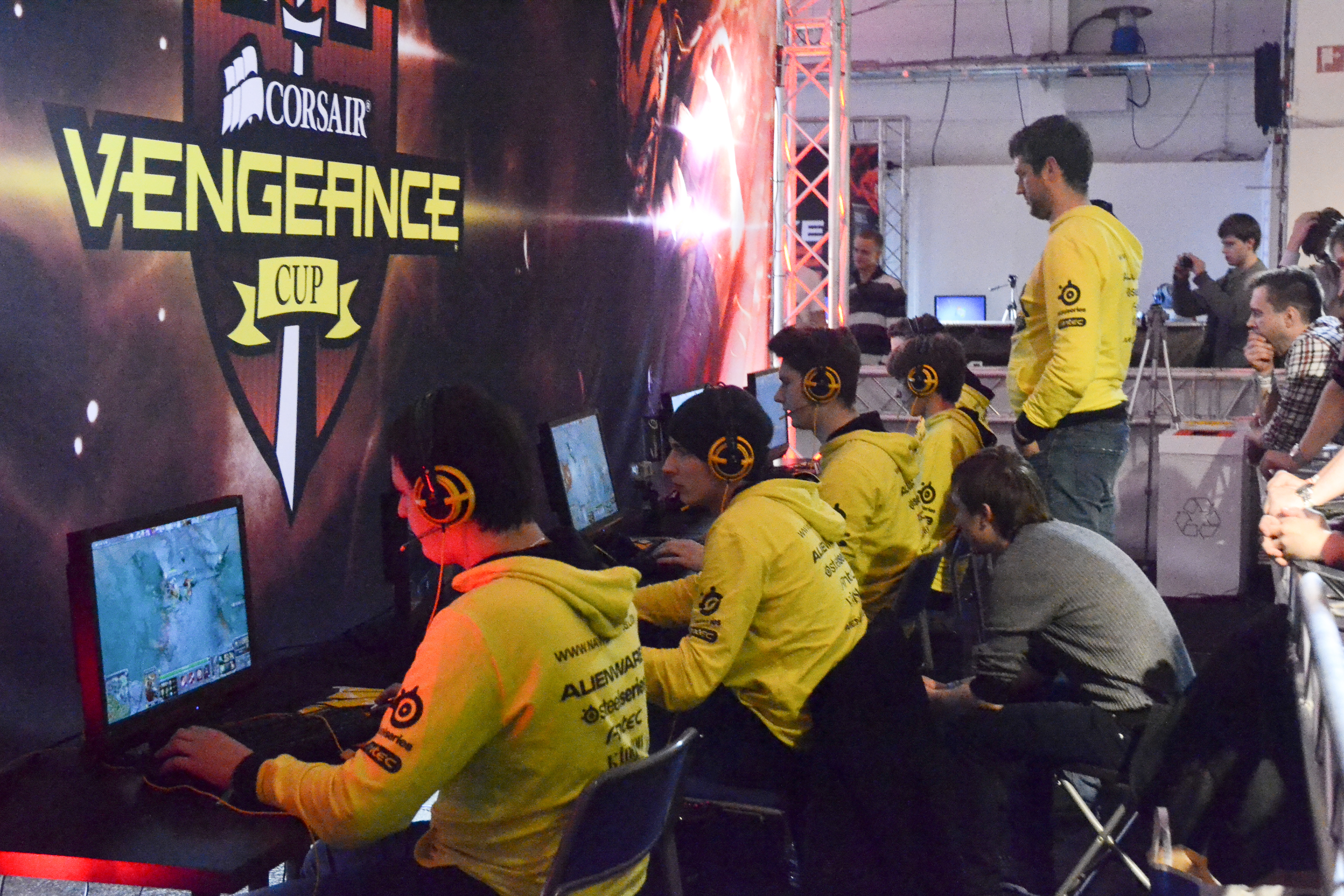
Natus Vincere competindo na DreamHack Winter 2012

Em julho de 2014, a equipe foi convidada para o The International de 2014, mas foram desclassificados nas oitavas de finais ficando em 7º–8º lugar, após perder para a Cloud9. Após o The International, o elenco do Dota começou uma sequência de derrotas. Desde a saída de Clement "Puppey" Ivanov e Kuro Salehi "KuroKy" Takhasomi, uma longa série de mudanças na equipe começa, o que — embora tenham se qualificado para o The International de 2015 — leva ao fato de que em 16 de outubro de 2015, o time de Dota 2 foi dissolvido, embora apenas por quatro dias. Já no dia 20 de outubro, a liderança da organização anunciou uma "nova era" da equipe e a restauração do elenco do Dota, que incluía Danil "Dendi" Ishutin, Akbar "SoNNeikO" Butaev, Dmitry "Ax.Mo" Morozov, Ivan "ArtStyle" Antonov e Dmitry "Ditya Ra" Minenkov.
Em 25 de julho de 2016, Natus Vincere conquistou seu primeiro título em dois anos ao derrotar a Team Secret na final da segunda temporada da StarLadder i-League StarSeries por US$ 135.000. Mas logo sérios problemas com a composição recomeçaram, a equipe não encontrava bons resultados e foi alterando seu elenco diversas vezes. Em 2019, a Natus Vincere voltou a se classificar para o The International, após ficarem dois anos sem disputar o torneio, no entanto, a equipe ficou entre as últimas colocações do torneio. Em 2020, a Na`Vi terminou em segundo lugar no ESL One Germany, perdendo para a Team Liquid por 3–1.